# Leon Smoleński (1895–1942)
Leon Tadeusz Smoleński (ur. 24 czerwca 1895 w Ślepkowie Szlacheckim, zm. 30 września 1942 w Ostrowcu Świętokrzyskim) – sierżant Wojska Polskiego, uczestnik wojny polsko–bolszewickiej i II wojny światowej, kawaler Orderu Virtuti Militari, drogerzysta.

## Życiorys
Urodził się 24 czerwca 1895 w Ślepkowie Szlacheckim, w ówczesnym powiecie płockim guberni płockiej, w rodzinie Jana i Józefy z Lisieckich.
Od 1916 udzielał się w Polskiej Organizacji Wojskowej w Przasnyszu. 10 grudnia 1918 wraz z kompanią został wcielony do odrodzonego Wojska Polskiego w szeregi 32 pułku piechoty. Wraz z pułkiem brał udział w walkach wojny polsko–bolszewickiej m.in. pod Włodzimierzem Wołyńskim, Świdnikiem, Maniewiczami czy Antonówką.  
„Za bohaterstwo w czasie walk na Fr. Woł. odznaczony Orderem Virtuti Militari”. 
Po zakończeniu walk przeniesiony do rezerwy w grudniu 1920.
Podczas II wojny światowej działał w Związku Walki Zbrojnej. „Za prace konspiracyjną został, wraz z 29 współtowarzyszami powieszony na rynku Ostrowca Świętokrzyskiego”.
Od 1930 był żonaty z Marią z Kaweckich, z którą miał dwoje dzieci.

## Ordery i odznaczenia
- Krzyż Srebrny Orderu Wojskowego Virtuti Militari nr 4980[3][2]
- Krzyż Niepodległości – 16 marca 1937 „za pracę w dziele odzyskania niepodległości”[4][1][3]
- Złoty Krzyż Zasługi[3]
- Srebrny Krzyż Zasługi[3]